# حسینیه بنگی
حسینیه بنگی مربوط به اواخر دوره زند - دوره قاجار است و در بندر لنگه، جنوب شرقی میدان آقا واقع شده و این اثر در تاریخ ۲۸ خرداد ۱۳۵۴ با شمارهٔ ثبت ۱۰۸۲ به‌عنوان یکی از آثار ملی ایران به ثبت رسیده است.